# Hylaeus illinoisensis
Hylaeus illinoisensis är en solitär biart som först beskrevs av Robertson 1896.  Den ingår i släktet citronbin och familjen korttungebin. Inga underarter finns listade i Catalogue of Life.

## Beskrivning
Ett litet bi, honan blir 6 till 7 mm lång, hanen 5 till 6 mm. Kroppen är övervägande svart. Som vanligt bland citronbin har arten även gula markeringar i ansiktet, hos honan i form av två trianglar innanför varje öga, hos hanen är större delen av ansiktet mellan ögonen gult. Gula markeringar finns även på mellankroppens främsta del samt på benen. Vingarna har brunaktiga ribbor. Arten är mycket lik Hylaeus modestus och har ibland, tidigare, förts till denna art.

## Ekologi
Hylaeus illinoisensis, som flyger från juni till augusti, är polylektisk; den besöker blommor från många olika släkten som vild morot och sprängörter bland flockblommiga växter, Apocynum bland oleanderväxter, binkasläktet och gullrissläktet bland korgblommiga växter, facelior bland strävbladiga växter, karpaterklocka bland klockväxter, arvar bland nejlikväxter, Ceanothus bland brakvedsväxter samt rosor och hallonsläktet bland rosväxter.

## Utbredning
Utbredningsområdet sträcker sig från Manitoba och Ontario i Kanada, New York, Massachusetts och Maine i USA till Illinois och West Virginia.